# Félix Faure

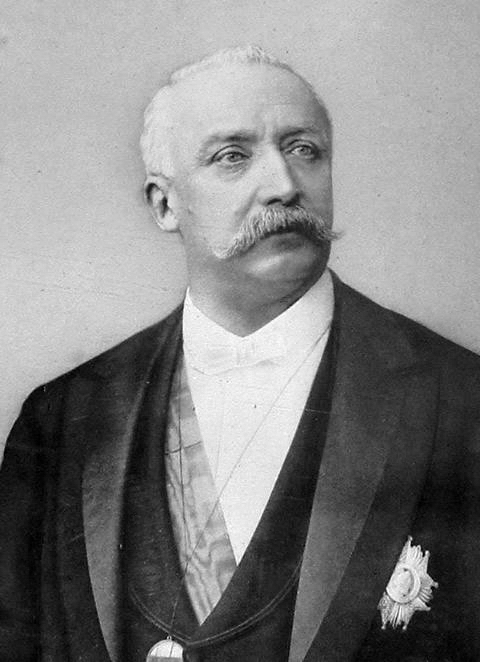
Félix Faure

Félix Faure (* 30. Januar 1841 in Paris; † 16. Februar 1899 ebenda) war ein gemäßigter republikanischer französischer Politiker. Von 1895 bis zu seinem Tode im Jahre 1899 war er der 7. Präsident Frankreichs (der 6. der dritten Republik).

## Leben

### Herkunft, Beruf und Familie
Félix Faure stammte aus einfachen Verhältnissen; sein Vater war der Schreiner Jean-Marie Faure (1809–1889), seine Mutter dessen erste Ehefrau Rose Cuissard (1819–1852). Félix Faure brachte es als Inhaber der Handelsfirma Felix Faure & Co. in Le Havre jedoch zu beachtlichem Wohlstand. Er war auch Geschäftsführer der Compagnie Internationale des Wagons-Lits. Am 18. Juli 1865 heiratete er in Amboise Marie-Mathilde Berthe Belluot (1842–1920), mit der er zwei Töchter hatte:
- Lucie Faure (1866–1913), Schriftstellerin und Gründerin der Ligue fraternelle des enfants de France (Brüderliche Liga der Kinder Frankreichs), die mit dem Schriftsteller Georges Goyau verheiratet war und
- Antoinette Faure (1871–1950), Urgroßmutter des Mathematikers Claude Berge.

Faure war Freimaurer der Loge „Aménité“ in Le Havre.

### Politische Karriere
Faure war als Gegner des Zweiten Kaiserreichs nach dessen Zusammenbruch als Kommunalpolitiker in Le Havre aktiv. Am 21. August 1881 wurde er in die Nationalversammlung gewählt. Später war er im Außenministerium zuständig für die Kolonien und die Marine, bevor er dann 1894 für ein Jahr Marineminister wurde.
Am 17. Januar 1895 wurde er, nach dem Rücktritt Jean Casimir-Periers, zum Präsidenten gewählt. Er trug wesentlich zur französisch-russischen Annäherung bei und war ein Verfechter der kolonialen Ausdehnung Frankreichs.
In seine Amtszeit fielen die Faschoda-Krise und die Dreyfus-Affäre; an ihn war der Brief „J’accuse“ (Ich klage an!) gerichtet, der von Émile Zola verfasst und in der Zeitung „L’Aurore“ veröffentlicht wurde. Faure sträubte sich gegen eine Wiederaufnahme des Verfahrens gegen Dreyfus, als entlastende Indizien bekannt wurden.

### Tod

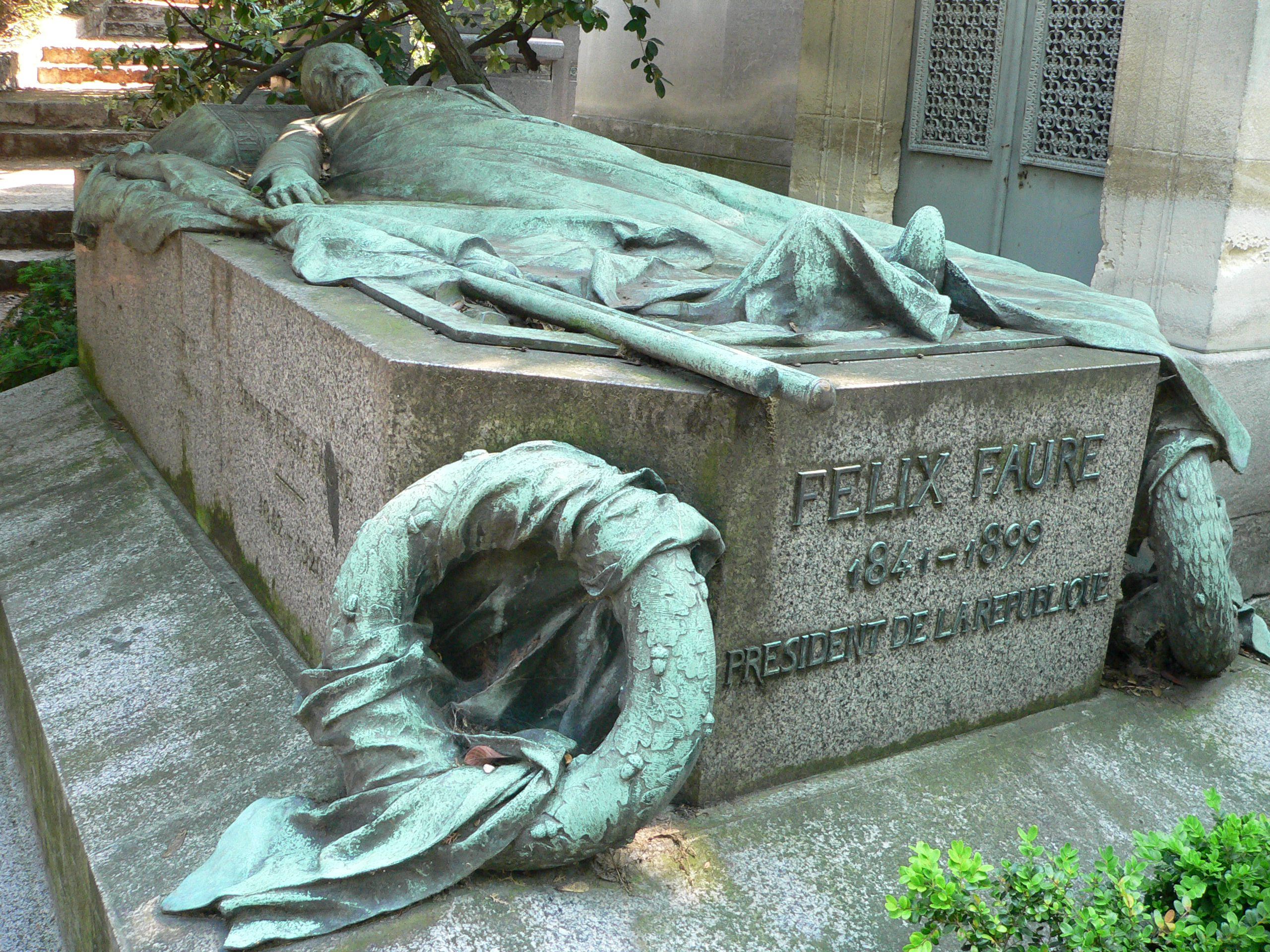
Grab Faures auf dem Friedhof Père-Lachaise

Er starb im Élysée-Palast in Paris in den Armen seiner Mätresse Marguerite Steinheil an einem Schlaganfall, der angeblich durch ein zu stark dosiertes Aphrodisiakum verursacht war.

## Auszeichnungen
Félix Faure war Mitglied des Ritterordens vom Heiligen Grab zu Jerusalem und Träger des Großkreuzes der Ehrenlegion.

## Ehrungen
- Ein Lycée in Beauvais trägt heute seinen Namen.[6]
- In Paris ist eine Metro-Station nach ihm benannt.

## Filme
- Im April 1897 war er der erste Präsident der französischen Republik, der bei einer offiziellen Reise gefilmt wurde. Charles Moisson von den Lumière-Studios folgte Félix Faure auf seiner Reise von La Roche-sur-Yon nach Niort[7]
- 2009: La maîtresse du président, mit Didier Bezace als Faure und Cristiana Reali als Steinheil.[8]
- 2021: Paris Police 1900, mit Olivier Pajot als Faure und Evelyne Brochu als Steinheil.[9]